# Oreopanax integrifolius
Oreopanax integrifolius är en araliaväxtart som beskrevs av José Cuatrecasas. Oreopanax integrifolius ingår i släktet Oreopanax och familjen Araliaceae. Inga underarter finns listade.